# Estrella predegenerada
Un estel predegenerat o estel PG 1159 (estrella predegenerada o estrella PG 1159), és un estel amb una atmosfera deficient en hidrogen que està en transició entre ser l'estel central d'una nebulosa planetària i una nana blanca calent. Aquests estels són calents, amb una temperatura superficial entre els 75.000 K i els 200.000 K, i es caracteritzen per atmosferes amb poc hidrogen i línies d'absorció d'heli, carboni i oxigen]. La seva gravetat superficial es troba entre els 104 i els 10⁶ metres per segon al quadrat. Alguns estels prepredegenerats encara duen a terme la fusión d'heli. El prototip d'aquest tipus d'estel és PG 1159-035, el primer estel d'aquestes característiques descobert. El 1979 es descobrí que era un estel variable, i se li donà el nom d'estel variable GW Vir el 1985. Aquests estel es coneixen amb el nom d'estels GW Vir, com el seu estel prototip, o també la seva classe es pot desdoblar en DOV i PNNV.
Es pensa que la composició atmosfèrica dels estels predegenerats és estranya, ja que després d'haver deixat la branca asimptòtica de les gegants, han reprès la fusió d'heli. Com a conseqüència, l'atmosfera d'un estel predegenerat és una barreja de material situat entre les capes de combustió d'heli i hidrogen del seu estel progenitor de la branca asimptòtica de les gegants., §1. Es pensa que de mica en mica perden massa, es refreden i es converteixen en DO.; , §4.
Alguns estels predegenerats tenen lluminositats variables. Aquests estel varien poc (5–10%) en lluentor a causa de les polsacions d'ones gravitatòries no radials en el seu interior. Vibre en un nombre de modes simultàniament, amb períodes entre els 300 i els 3,000 segons., Table 1.